# Larchmont
Larchmont es una villa ubicada en el condado de Westchester en el estado estadounidense de Nueva York. En el año 2000 tenía una población de 6,485 habitantes y una densidad poblacional de 2,345.0 personas por km². Es la ciudad en la que falleció el célebre compositor Alexander von Zemlinsky.

## Geografía
Larchmont se encuentra ubicado en las coordenadas 40°55′34″N 73°45′11″O / 40.92611, -73.75306. Según la Oficina del Censo, la ciudad tiene un área total de 2,8 km² (1,1 mi²), de la cual 2,8 km² (1,1 mi²) es tierra y 0 km² (0 mi²) (0%) es agua.

## Demografía
Según la Oficina del Censo en 2000 los ingresos medios por hogar en la localidad eran de $123,238, y los ingresos medios por familia eran $163,965. Los hombres tenían unos ingresos medios de $100,000 frente a los $49,545 para las mujeres. La renta per cápita para la localidad era de $73,675. Alrededor del 2.3% de la población estaban por debajo del umbral de pobreza.